# Penghu 1

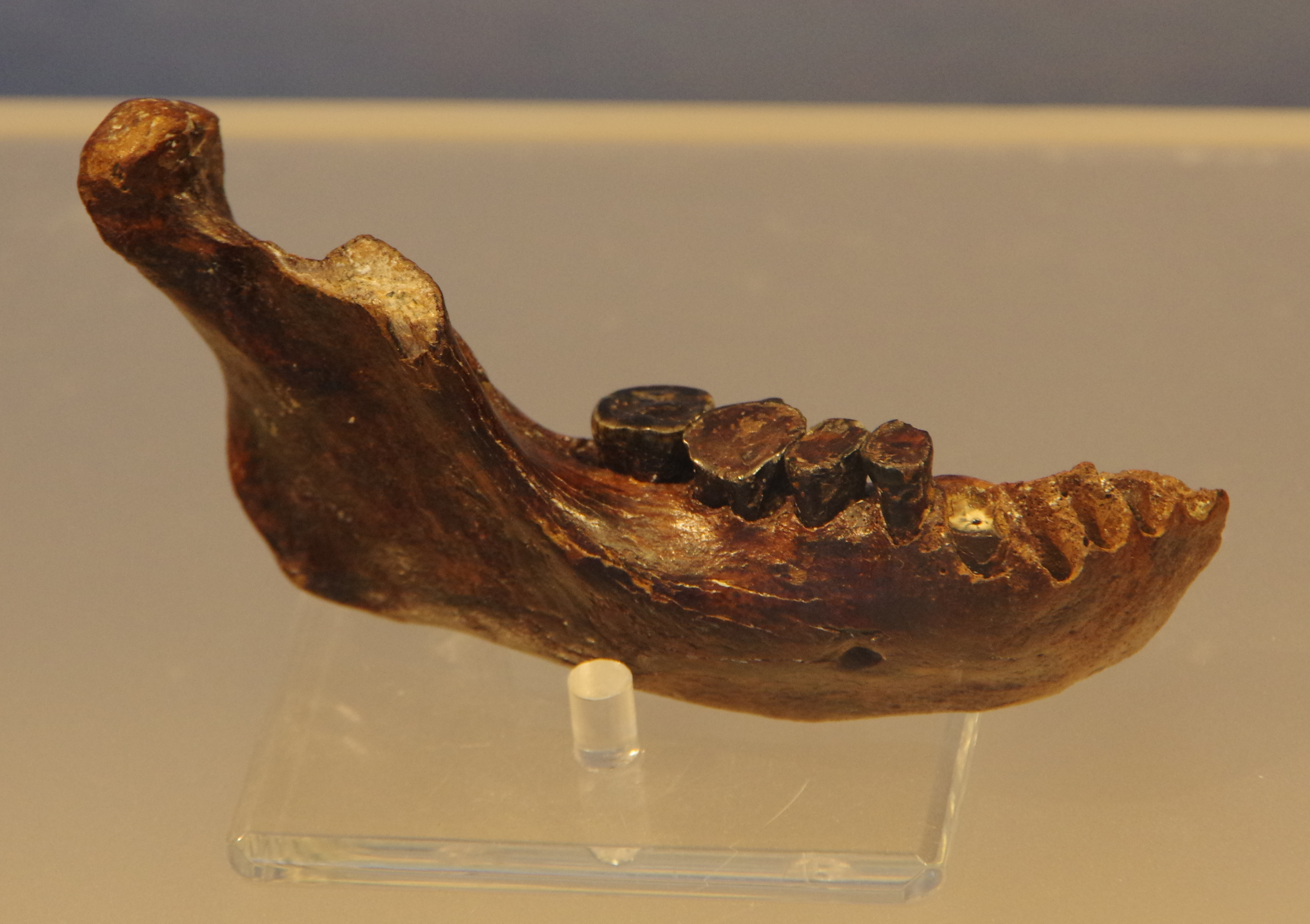
Das Unterkiefer-Fragment Penghu 1

Penghu 1 ist die wissenschaftliche Bezeichnung für die erhalten gebliebene rechte Hälfte eines fossilen Unterkiefers mit zwei Molaren und zwei Prämolaren, benannt nach den Penghu-Inseln, einer Inselgruppe in der Straße von Taiwan. Das Fund gilt als das erste und bislang einzige entdeckte Fossil eines archaischen Vertreters der Gattung Homo auf Taiwan. Anhand von erhalten gebliebenen Protein-Fragmenten wurde der Unterkiefer 2025 einem männlichen Denisova-Menschen zugeschrieben.

## Entdeckung
Der Fundort des Unterkiefers lag unter Wasser: Er wurde, gemeinsam mit anderen Fossilien der mittel- bis jungpleistozänen Penghu-Fauna, von einem Fischer vor dem Jahr 2008 in einer Entfernung von rund 25 Kilometern westlich der Küste von Taiwan durch ein Fischernetz aus 60 bis 120 Meter Tiefe empor geholt. Der Fischer verkaufte seinen Fund an einen Antiquitätenhändler, von dem es ein Privatmann namens Kun-Yu Tsai erwarb und dem Nationalmuseum für Naturwissenschaften in Taichung übergab, wo der Unterkiefer seitdem aufbewahrt wird (Sammlungsnummer NMNS006655, F051911).
Der Meeresbereich, in dem das Fossil aufgefischt wurde, gehörte wegen des deutlich niedriger liegenden Meeresspiegels während der Eiszeiten zum asiatischen Festland, speziell gilt das für die beiden Zeitspannen vor 190.000 bis 130.000 und 70.000 bis 10.000 Jahren. Das Alter des Fossils konnte allerdings aufgrund dieser Auffindesituation nur anhand seiner anatomischen Merkmale grob eingegrenzt werden: In seiner ersten wissenschaftlichen Beschreibung im Januar 2015 hieß es daher, der Unterkiefer sei am wahrscheinlichsten 190.000 bis 10.000 Jahre alt, stamme also aus einer dieser beiden Eiszeitperioden. Eine zweifelsfreie Zuordnung zu einer der anerkannten Arten der Gattung Homo unterblieb 2015, gleichwohl wurde eine Ähnlichkeit mit einem Homo erectus zugeschriebenen Fund aus der festlands-chinesischen Provinz Anhui (vergl. Hexian yuanren yizhi) sowie mit Homo heidelbergensis erwähnt.
Die unbefriedigende Einbindung des Fossils in die Gattung Homo führte rasch dazu, dass auch die Möglichkeit erörtert wurde, der Unterkiefer könne zu einer eigenständigen Art gehören. Der umstrittene US-Geologe Mark McMenamin schlug daraufhin noch im Januar 2015 – im Selbstverlag Meanma Press – die Bezeichnung „Homo tsaichangensis“ vor.

## Ähnlichkeit mit dem Denisova-Menschen
Im Jahr 2019 wurden im Zusammenhang mit der Beschreibung des im Hochland von Tibet entdeckten Xiahe-Unterkiefers eines Denisova-Menschen angemerkt, dass dieser Unterkiefer markante Merkmale mit Penghu 1 teilt; so besitzt der Molar M2 beispielsweise drei Wurzeln.
2024 wurde von zwei Paläoanthropologen in der Fachzeitschrift Nature Communications vorgeschlagen, die Fossilien der Denisova-Menschen mit den Funden Xujiayao, Xuchang und Penghu 1 der neuen Art Homo juluensis zuzuordnen.
Im April 2025 wurden in der Fachzeitschrift Science berichtet, dass es gelungen sei, Bruchstücke von fossilen Proteinen zu isolieren. Demnach wurden 25 Milligramm Knochensubstanz aus dem Inneren des Unterkiefers entnommen sowie Proben von der Oberfläche eines Zahns. Daraufhin wurden insgesamt 4241 Aminosäurereste von 51 Proteinen gefunden, darunter zwei Denisova-typische Varianten. Nachgewiesen wurde zudem im Zahnschmelz das Protein Amelogenin, Y-Isoform, das von einem Gen auf dem Y-Chromosom kodiert wird, so dass der Unterkiefer von einem Mann stammt. Diese Befunde bedeuten zugleich, dass Denisova-Menschen nicht nur in Nordasien lebten, sondern in einem viel größeren Verbreitungsgebiet als zuvor durch Fossilien belegt war. Der bisher einzige Fund aus Südostasien (ein Backenzahn aus Laos) wurde nicht durch direkte molekulare Belege, sondern nur anhand seiner Gestalt den Denisova-Menschen zugeschrieben.

## Belege
1. ↑  Chun-Hsiang Chang et al.: The first archaic Homo from Taiwan. In: Nature Communications. Band 6, Artikel-Nr. 6037, 2015, doi:10.1038/ncomms7037.
2. ↑  Takumi Tsutaya et al.: A male Denisovan mandible from Pleistocene Taiwan. In: Science. Band 366, Nr. 6743, 2025, S. 176–180, doi:10.1126/science.ads3888.
3. ↑  Penghu 1 – The First Archaic Homo from Taiwan. (Memento vom 3. März 2018 im Internet Archive) Im Original erschienen auf der Website des National Museum of Natural Science von Taiwan.
4. ↑  Ancient Human Fossil Could Be New Primitive Species. Auf: livescience.com vom 27. Januar 2015.
5. ↑  Mark McMenamin: Homo tsaichangensis and Gigantopithecus. Meanma Press, 2015, ISBN 978-1-893882-19-5.
6. ↑  Fahu Chen et al.: A late Middle Pleistocene Denisovan mandible from the Tibetan Plateau. In: Nature. Band 569, Nr. 7756, 2019, S. 409–412, doi:10.1038/s41586-019-1139-x.
7. ↑  Christopher J. Bae und Xiujie Wu: Making sense of eastern Asian Late Quaternary hominin variability. In: Nature Communications. Band 15, Artikel-Nr. 9479, 2024, doi:10.1038/s41467-024-53918-7.